# 敦达庙
敦达庙，又名“广法寺”，位于内蒙古自治区锡林郭勒盟太仆寺旗，是一座藏传佛教格鲁派寺院。

## 简介
玛拉盖庙是原太仆寺左翼牧群最辉煌的寺庙，太仆寺左翼牧群东部有骆驼山子庙，西部有敦达庙与小庙子。
1930年《察哈尔通志》载：玛拉盖庙有喇嘛428名，香火地60顷；敦达庙有喇嘛62名，香火地30顷；以上两庙共有喇嘛490名，香火地90顷。